# Radawa (gmina)
Radawa – dawna gmina wiejska istniejąca w latach 1934–1954 w woj. lwowskim i rzeszowskim (dzisiejsze woj. podkarpackie). Siedzibą władz gminy była Radawa.
Gmina zbiorowa Radawa została utworzona 1 sierpnia 1934 roku w powiecie jarosławskim w woj. lwowskim z dotychczasowych jednostkowych gmin wiejskich: Cetula, Czerwona Wola, Mołodycz, Radawa, Surmaczówka i Zaradawa. Po wojnie gmina znalazła się w powiecie jarosławskim w nowo utworzonym woj. rzeszowskim. Według stanu z dnia 1 lipca 1952 roku gmina składała się z 5 gromad: Cetula, Mołodycz, Radawa, Surmaczówka i Zaradawa i nie była wówczas gminą samodzielną (była administrowana przez gminę Wiązownica). 
Gmina została zniesiona 29 września 1954 roku wraz z reformą wprowadzającą gromady w miejsce gmin. Jednostki nie przywrócono 1 stycznia 1973 roku po reaktywowaniu gmin.